# Сивре де Турен
Сивре де Турен (фр. Civray-de-Touraine) је насељено место у Француској у региону Центар, у департману Ендр и Лоара.
По подацима из 2011. године број становника у месту је био 1.810, а густина насељености је износила 60 становника/km².

## Демографија
| 1962. | 1968. | 1975. | 1982. | 1990. | 2011. |
| ----- | ----- | ----- | ----- | ----- | ----- |
| 973   | 918   | 1.037 | 1.158 | 1.377 | 1.830 |